# EC Taveirópolis
EC Taveirópolis is een Braziliaanse voetbalclub uit Campo Grande in de staat Mato Grosso do Sul. 

## Geschiedenis
De club werd opgericht in 1938 en wordt beschouwd als de oudste club van de staat. Nadat de staat Mato Grosso do Sul zich afscheurde van Mato Grosso speelde de club in de hoogste klasse van het Campeonato Sul-Mato-Grossense van 1979 tot 2004 met uitzondering van seizoen 1996. In 2003 speelde de club één seizoen in de Série C en werd toen in de eerste fase uitgeschakeld. 